# Parc Kennedy (Vichy)
Le parc Kennedy est un parc situé à Vichy, dans le département de l'Allier en région Auvergne-Rhône-Alpes, dans le quartier du Vieux Vichy. Il est l'un des trois parcs de la ville bordant la rivière Allier avec les parcs Napoléon-III et des Bourins.

## Situation
Le parc Kennedy est situé au sud de la ville de Vichy, dans le quartier du Vieux Vichy. Il est limité au nord par le boulevard du Président-John-Fitzgerald-Kennedy et au sud par le lac d'Allier.

## Histoire
Comme pour le parc Napoléon-III, il a été, dès sa création, un lieu de pratique d'activités sportives. Devant le succès des courts de tennis aménagés dans le parc des Célestins, « deux courts et un pavillon abritant vestiaires, douches, buvette, salons de lecture et de bridge » sont aménagés en 1903 dans le parc Kennedy.
Le parc a également servi de batailles de fleurs, organisées de 1909 à 1931. Une plage de 35 mètres de long est aménagée en 1931 et est complétée par un terrain de boules en 1965. La plage des Célestins est réaménagée en 2007.

## Gestion
Le parc est géré par la ville de Vichy.

## Faune et flore
Le parc compte 337 arbres ; elle compte, dès sa conception, deux fois moins d'essences que le parc Napoléon-III.

Quelques arbres dans le parc Kennedy
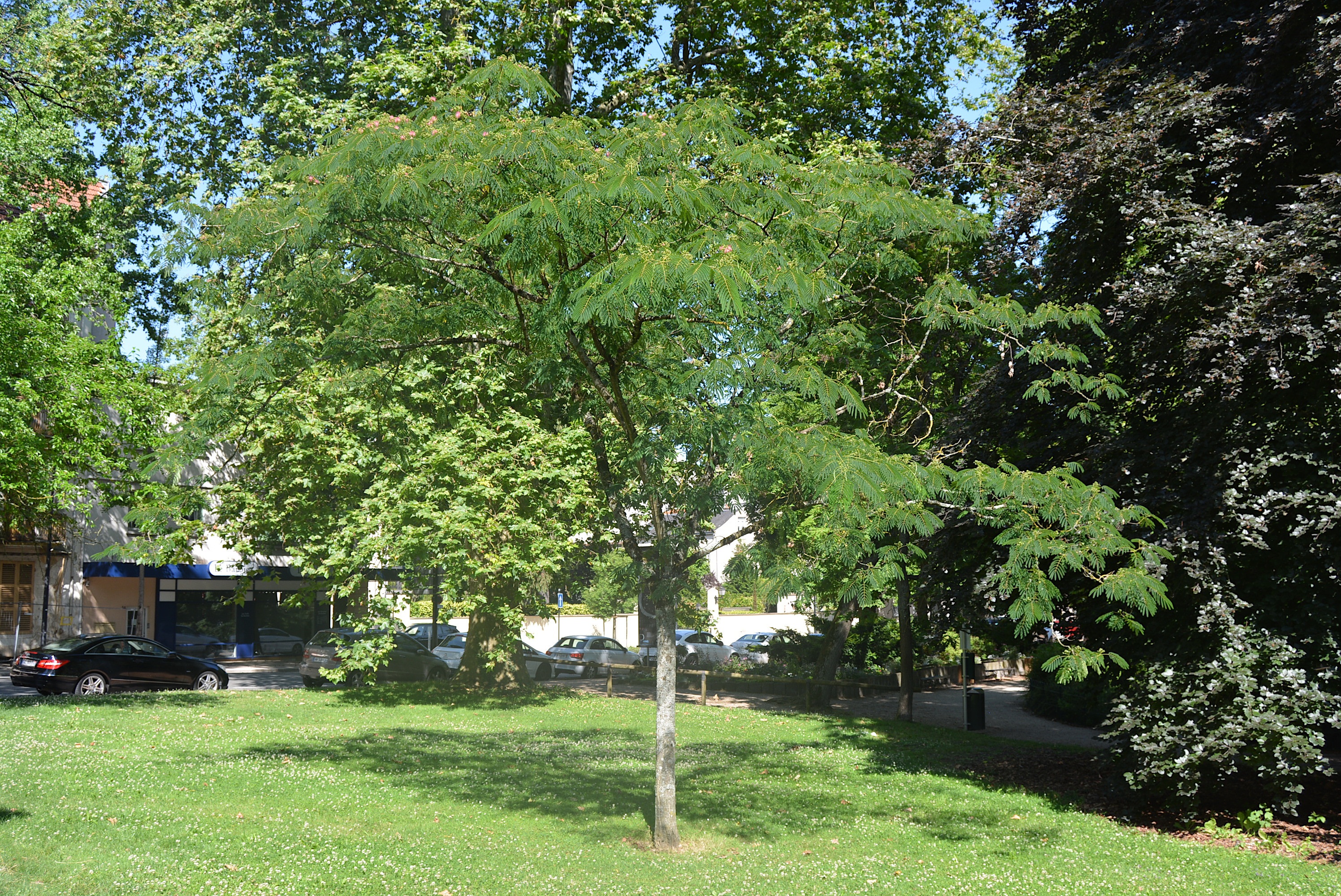
Acacia de Constantinople (Albizia julibrissin ‘Ombrella’).
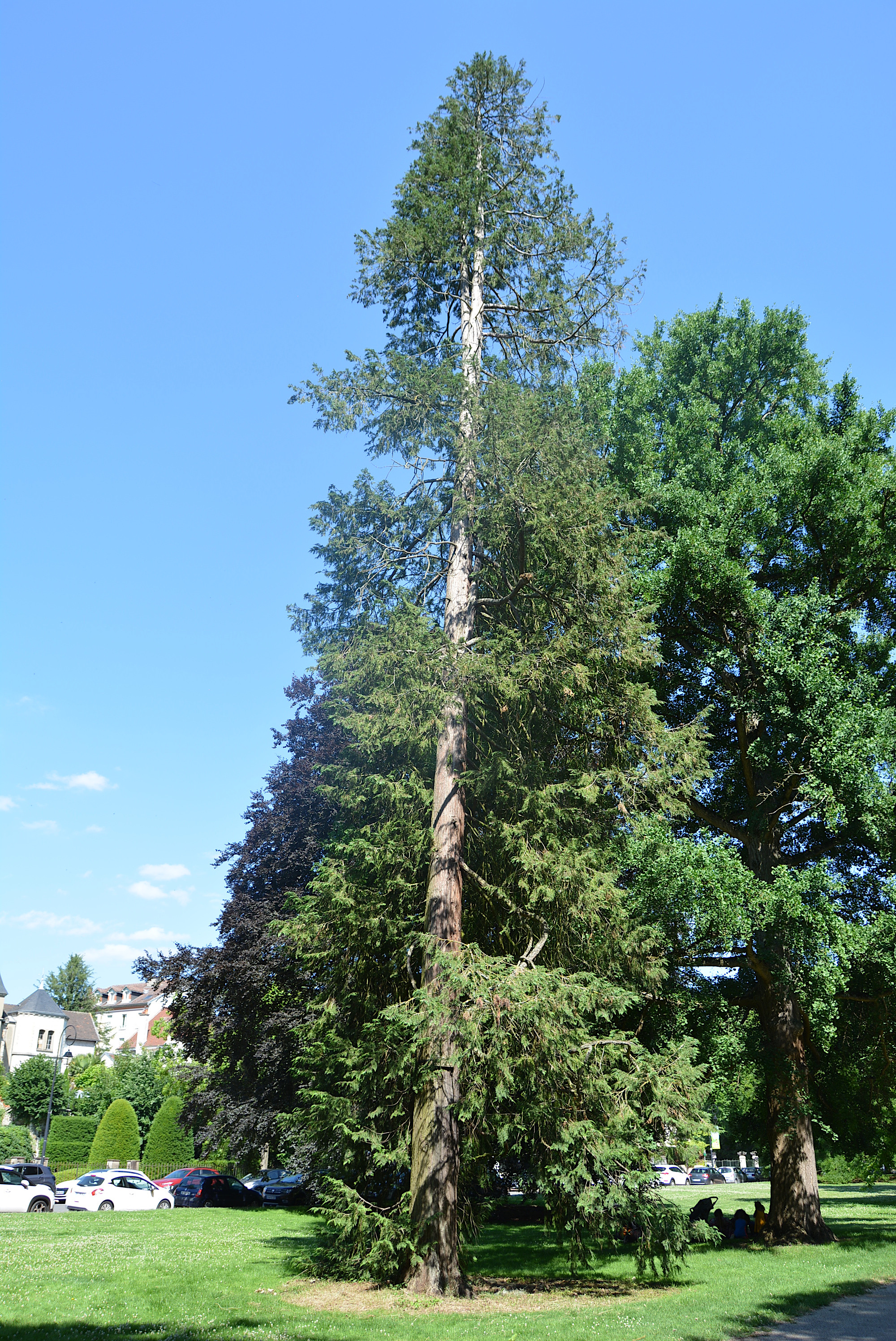
Cyprès de Lawson (Chamaecyparis lawsoniana).
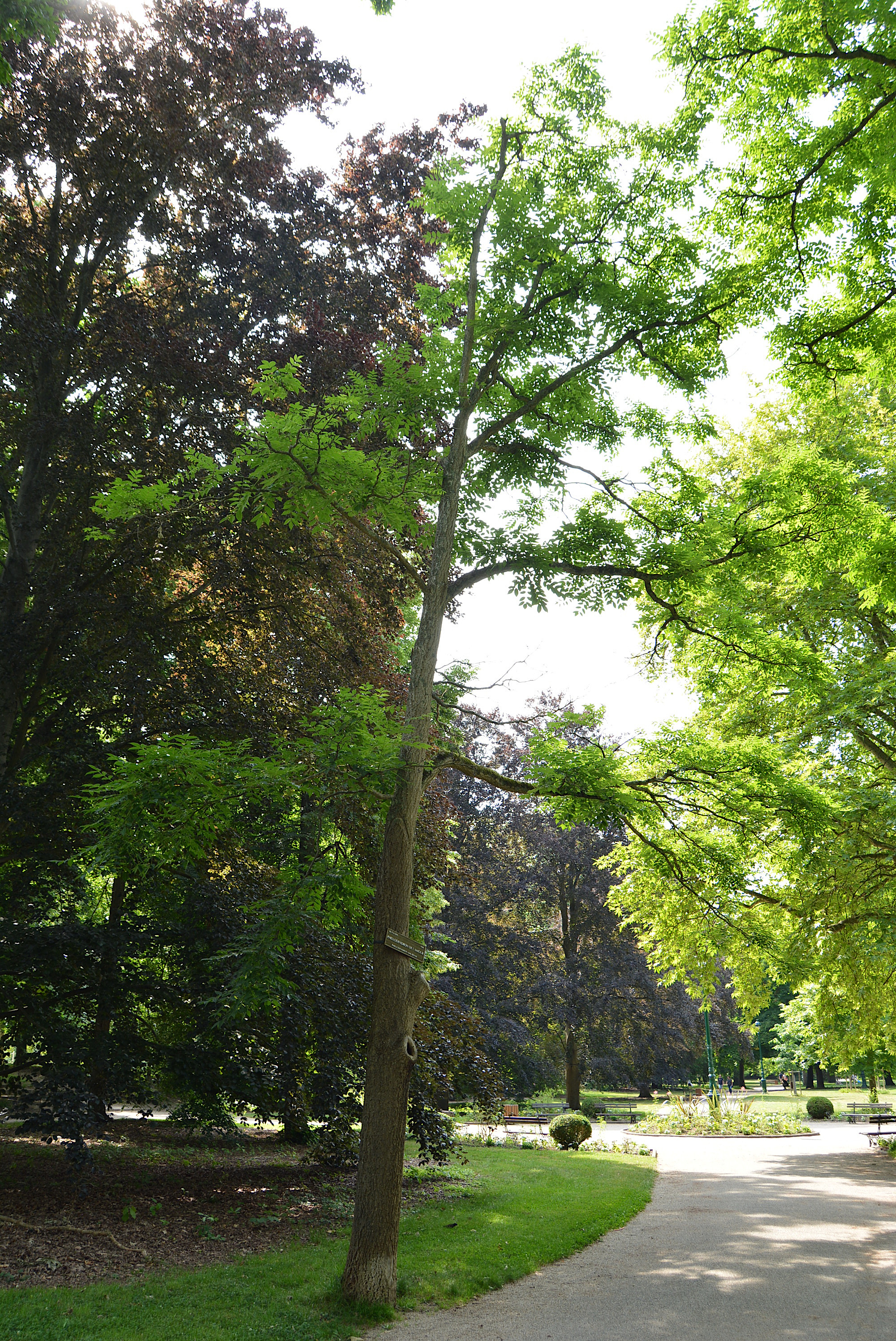
Phellodendron de l'amour (Phellodendron amurense).